# Piper cyprium
Piper cyprium är en pepparväxtart som beskrevs av Trel. & Yunck.. Piper cyprium ingår i släktet Piper och familjen pepparväxter. Inga underarter finns listade i Catalogue of Life.